# Marta Szulkin
Marta Szulkin – polska zoolog, twórczyni i kierownik Laboratorium Ewolucji i Ekologii w Mieście Uniwersytetu Warszawskiego (później: laboratorium biologii antropocenu).
Absolwentka Liceum Francuskiego w Warszawie; po zdaniu egzaminu maturalnego w tej placówce (1998) rozpoczęła studia na Wydziale Biologii Uniwersytetu Warszawskiego. W latach 2002–03 przebywała na Uniwersytecie Oksfordzkim w ramach programu magisterskiego; tytuł magistra uzyskała w Warszawie w 2004. Doktoryzowała się na University of Oxford (2007) i z tą uczelnią związana była do roku 2011. Lata 2012–15 to okres jej pracy w Centre d’Ecologie Fonctionnelle et Evolutive w Montpellier, wtedy też (2013) uzyskała habilitację na WB UW.
W 2015, po otrzymaniu grantu od Narodowego Centrum Nauki, wróciła do Polski. Została zatrudniona na stanowisku profesorskim w Centrum Nowych Technologii Uniwersytetu Warszawskiego. Projekt badawczy „Genetyka ekologiczna sikorki bogatki w nowym, długoterminowym badaniu populacyjnym wzdłuż gradientu urbanizacji”, stanowiący realizację wspomnianego grantu z NCN, był prowadzony przez zespół pod kierownictwem Marty Szulkin w latach 2015–2021 i obejmował badanie sikorek żyjących w mieście oraz porównywanie populacji żyjących w miastach i poza nimi.
Pod redakcją Marty Szulkin oraz dwojga innych naukowców ukazała się w 2020 roku nakładem wydawnictwa Oxford University Press książka naukowa o ewolucji w mieście Urban Evolutionary Biology, będąca prawdopodobnie pierwszą taką publikacją na świecie.
W 2022 uzyskała tytuł profesora.